# Heroes (nummer van David Bowie)
Heroes is een nummer dat is geschreven door David Bowie en Brian Eno in 1977. De single is geproduceerd door Tony Visconti en David Bowie en gezongen door Bowie voor zijn gelijknamige album Heroes. Het nummer gaat over twee geliefden die nabij de Berlijnse Muur bij elkaar komen.
Het nummer ontstond in West-Berlijn als onderdeel van Bowies Berlijn-trilogie en is een van de weinige internationaal bekend geworden popmuziek over de Berlijnse Muur.
De titel van het nummer is een verwijzing naar het nummer Hero uit 1975 van de Duitse band Neu!, die door Bowie en Eno werd bewonderd. Tijdens de albumopnamen werd dit nummer als een van de eerste opgenomen, maar het bleef instrumentaal tot het einde van de opnamen.
De single werd wereldwijd een hit en bereikte in thuisland het Verenigd Koninkrijk de 24e positie in de UK Singles Chart. In de Verenigde Staten en Canada werd de 3e positie bereikt, in Nieuw-Zeeland de 34e en Australië de 36e positie. In het land van de plaatopname, Duitsland, werd de 19e positie bereikt.
In Nederland werd de plaat veel gedraaid op Hilversum 3 en bereikte de 8e positie in de Nederlandse Top 40 en de 9e positie in de Nationale Hitparade. In de op Hemelvaartsdag 1976 gestarte Europese hitlijst op Hilversum 3, de TROS Europarade, bereikte de plaat de 20e positie.
In België bereikte de plaat de 17e positie in de Vlaamse Ultratop 50 en de 13e positie in de Vlaamse Radio 2 Top 30.
Sinds de eerste editie in december 1999, staat de plaat steevast genoteerd in de hogere regionen van de NPO Radio 2 Top 2000 van de Nederlandse publieke radiozender NPO Radio 2, met als hoogste notering tot nu toe een 7e positie in 2016.

## Credits
- Producers:
  - David Bowie
  - Tony Visconti
- Muzikanten:
  - David Bowie: Zang, gitaar, saxofoon, keyboard
  - Robert Fripp: Leadgitaar
  - Carlos Alomar: Slaggitaar
  - George Murray: Basgitaar
  - Dennis Davis: Drums
  - Brian Eno: Synthesizer

## Hitnoteringen

### Nederlandse Top 40
| Hitnotering: 12-11-1977 t/m 28-01-1978 | Hitnotering: 12-11-1977 t/m 28-01-1978 | Hitnotering: 12-11-1977 t/m 28-01-1978 | Hitnotering: 12-11-1977 t/m 28-01-1978 | Hitnotering: 12-11-1977 t/m 28-01-1978 | Hitnotering: 12-11-1977 t/m 28-01-1978 | Hitnotering: 12-11-1977 t/m 28-01-1978 | Hitnotering: 12-11-1977 t/m 28-01-1978 | Hitnotering: 12-11-1977 t/m 28-01-1978 | Hitnotering: 12-11-1977 t/m 28-01-1978 | Hitnotering: 12-11-1977 t/m 28-01-1978 | Hitnotering: 12-11-1977 t/m 28-01-1978 | Hitnotering: 12-11-1977 t/m 28-01-1978 | Hitnotering: 12-11-1977 t/m 28-01-1978 |
| Week:                                  | 1                                      | 2                                      | 3                                      | 4                                      | 5                                      | 6                                      | 7                                      | 8                                      | 9                                      | 10                                     | 11                                     | 12                                     |                                        |
| -------------------------------------- | -------------------------------------- | -------------------------------------- | -------------------------------------- | -------------------------------------- | -------------------------------------- | -------------------------------------- | -------------------------------------- | -------------------------------------- | -------------------------------------- | -------------------------------------- | -------------------------------------- | -------------------------------------- | -------------------------------------- |
| Positie:                               | 24                                     | 19                                     | 17                                     | 17                                     | 14                                     | 10                                     | 8                                      | 8                                      | 13                                     | 19                                     | 32                                     | 37                                     | uit                                    |

### Nationale Hitparade
| Hitnotering (week 1 t/m 11): 12-11-1977 t/m 21-01-1978 Hitnotering (week 12 t/m 13): 16-01-2016 t/m 23-01-2016 | Hitnotering (week 1 t/m 11): 12-11-1977 t/m 21-01-1978 Hitnotering (week 12 t/m 13): 16-01-2016 t/m 23-01-2016 | Hitnotering (week 1 t/m 11): 12-11-1977 t/m 21-01-1978 Hitnotering (week 12 t/m 13): 16-01-2016 t/m 23-01-2016 | Hitnotering (week 1 t/m 11): 12-11-1977 t/m 21-01-1978 Hitnotering (week 12 t/m 13): 16-01-2016 t/m 23-01-2016 | Hitnotering (week 1 t/m 11): 12-11-1977 t/m 21-01-1978 Hitnotering (week 12 t/m 13): 16-01-2016 t/m 23-01-2016 | Hitnotering (week 1 t/m 11): 12-11-1977 t/m 21-01-1978 Hitnotering (week 12 t/m 13): 16-01-2016 t/m 23-01-2016 | Hitnotering (week 1 t/m 11): 12-11-1977 t/m 21-01-1978 Hitnotering (week 12 t/m 13): 16-01-2016 t/m 23-01-2016 | Hitnotering (week 1 t/m 11): 12-11-1977 t/m 21-01-1978 Hitnotering (week 12 t/m 13): 16-01-2016 t/m 23-01-2016 | Hitnotering (week 1 t/m 11): 12-11-1977 t/m 21-01-1978 Hitnotering (week 12 t/m 13): 16-01-2016 t/m 23-01-2016 | Hitnotering (week 1 t/m 11): 12-11-1977 t/m 21-01-1978 Hitnotering (week 12 t/m 13): 16-01-2016 t/m 23-01-2016 | Hitnotering (week 1 t/m 11): 12-11-1977 t/m 21-01-1978 Hitnotering (week 12 t/m 13): 16-01-2016 t/m 23-01-2016 | Hitnotering (week 1 t/m 11): 12-11-1977 t/m 21-01-1978 Hitnotering (week 12 t/m 13): 16-01-2016 t/m 23-01-2016 | Hitnotering (week 1 t/m 11): 12-11-1977 t/m 21-01-1978 Hitnotering (week 12 t/m 13): 16-01-2016 t/m 23-01-2016 | Hitnotering (week 1 t/m 11): 12-11-1977 t/m 21-01-1978 Hitnotering (week 12 t/m 13): 16-01-2016 t/m 23-01-2016 | Hitnotering (week 1 t/m 11): 12-11-1977 t/m 21-01-1978 Hitnotering (week 12 t/m 13): 16-01-2016 t/m 23-01-2016 | Hitnotering (week 1 t/m 11): 12-11-1977 t/m 21-01-1978 Hitnotering (week 12 t/m 13): 16-01-2016 t/m 23-01-2016 |
| Week: | 1 | 2 | 3 | 4 | 5 | 6 | 7 | 8 | 9 | 10 | 11 | | 12 | 13 | |
| --- | --- | --- | --- | --- | --- | --- | --- | --- | --- | --- | --- | --- | --- | --- | --- |
| Positie: | 28 | 22 | 16 | 16 | 9 | 13 | 12 | 13 | 12 | 12 | 17 | uit | 47 | 74 | uit |

### TROS Europarade
Hitnotering: week 48 1977: #20.

### NPO Radio 2 Top 2000
| Nummer met noteringen in de NPO Radio 2 Top 2000 | '99 | '00 | '01 | '02 | '03 | '04 | '05 | '06 | '07 | '08 | '09 | '10 | '11 | '12 | '13 | '14 | '15 | '16 | '17 | '18 | '19 | '20 | '21 | '22 | '23 | '24 |
| ------------------------------------------------ | --- | --- | --- | --- | --- | --- | --- | --- | --- | --- | --- | --- | --- | --- | --- | --- | --- | --- | --- | --- | --- | --- | --- | --- | --- | --- |
| Heroes                                           | 70  | 62  | 77  | 63  | 71  | 99  | 137 | 125 | 130 | 112 | 123 | 112 | 145 | 119 | 79  | 34  | 60  | 7   | 11  | 17  | 27  | 10  | 24  | 26  | 24  | 31  |

1. ↑  Een vetgedrukt getal geeft de hoogste notering aan.

### Evergreen Top 1000
| Evergreen Top 1000 "Heroes" | Evergreen Top 1000 "Heroes" | Evergreen Top 1000 "Heroes" | Evergreen Top 1000 "Heroes" | Evergreen Top 1000 "Heroes" | Evergreen Top 1000 "Heroes" | Evergreen Top 1000 "Heroes" | Evergreen Top 1000 "Heroes" | Evergreen Top 1000 "Heroes" | Evergreen Top 1000 "Heroes" | Evergreen Top 1000 "Heroes" | Evergreen Top 1000 "Heroes" | Evergreen Top 1000 "Heroes" | Evergreen Top 1000 "Heroes" | Evergreen Top 1000 "Heroes" | Evergreen Top 1000 "Heroes" | Evergreen Top 1000 "Heroes" |
| Jaar                        | 2008                        | 2009                        | 2010                        | 2011                        | 2012                        | 2013                        | 2014                        | 2015                        | 2016                        | 2017                        | 2018                        | 2019                        | 2020                        | 2021                        | 2022                        | 2023                        |
| --------------------------- | --------------------------- | --------------------------- | --------------------------- | --------------------------- | --------------------------- | --------------------------- | --------------------------- | --------------------------- | --------------------------- | --------------------------- | --------------------------- | --------------------------- | --------------------------- | --------------------------- | --------------------------- | --------------------------- |
| Positie                     | -                           | -                           | -                           | -                           | -                           | -                           | -                           | -                           | -                           | 337                         | 255                         | 222                         | 223                         | 160                         | 158                         | 170                         |

## Covers
- Oasis bracht Heroes in 1997 uit op de single D'you know what I mean?
- Heroes is in 2010 als cover uitgebracht door Peter Gabriel op de cd Scratch My Back.
- Eveneens in 2010 verscheen het nummer op het album Under Cover van Tangerine Dream.
- Motörhead bracht het in 2017 uit voor hun album Under Cöver.
- In 2020 verscheen het nummer op de LiveSpirits Soundtrack van Depeche Mode.